# Середнє Огове
Середнє Огове (фр. Moyen-Ogooué) — провінція в центрі Габону. Площа становить 18 535 км², населення — 69 287 осіб (2013 рік). Адміністративний центр — місто Ламбарене.

## Географія
Межує на півночі з провінцією Волю-Нтем, на сході з провінцією Огове-Івіндо, на південному сході з провінцією Нгуні, на південному заході з провінцією Огове-Маритім, на північному заході з провінцією Естуер.
Всю провінцію перетинає з південного заходу на північний схід річка Огове. Тут в неї впадають притоки Окано і Нгуні. У північній частині провінції перетинає екватор.

## Населення
За даними на 2013 рік, чисельність населення становить 69 287 осіб.
 Динаміка чисельності населення провінції за роками:
| 1993   | 2013   |
| ------ | ------ |
| 42 316 | 69 287 |

## Департаменти
В адміністративному відношенні провінція поділяється на 2 департаменти:

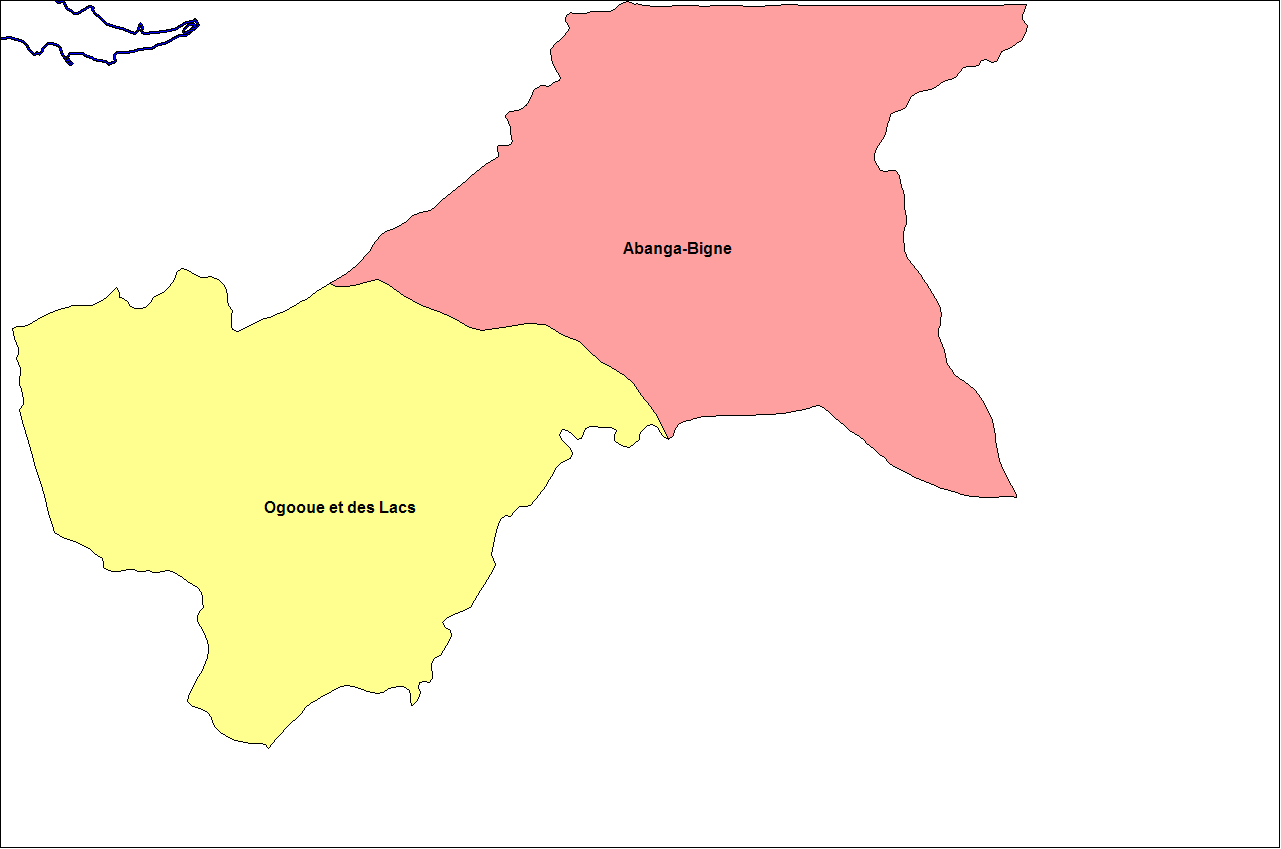
Департаменти Середнього Огове

- Абанга-Бігне (адм. центр — Нджоле) (Abanga-Bigné)
- Огоуе і Де-Лак (адм. центр — Ламбарене) (Ogooué et des lacs)